# American Top 40
American Top 40 (también conocido como AT40), en castellano "Top 40 Estadounidense", es un programa de radio internacional creado por Casey Kasem y Don Bustany en 1970 con el fin de emitir un conteo de las cuarenta canciones más populares en los Estados Unidos. Originalmente fue producido por Watermark Inc. y en la actualidad es una producción de Premiere Radio Networks.
Casey Kasem fue el presentador oficial del programa desde su inicio el 4 de julio de 1970 hasta el 6 de agosto de 1988 y posteriormente del 28 de marzo de 1998 al 3 de enero de 2004. Sus otros presentadores han sido Shadoe Stevens entre 1988 y 1995 y Ryan Seacrest desde 2004 hasta la actualidad.

## Historia

### 1970-1988: Primera etapa de Casey Kasem
El 4 de julio de 1970 se emitió por primera vez el programa en 7 estaciones radiales. Originalmente se generaba en monofónico hasta 1972 cuando se empezó a grabar en estéreo. Inicialmente era un programa de 3 horas escrito y dirigido por Bustany que hacía el conteo basado en el listado de sencillos de la revista Billboard. En 1978 se convirtió en un programa de cuatro horas y a partir de entonces comenzó a ganar popularidad llegando a tener 520 emisoras afiliadas en Estados Unidos, así como afiliaciones de 50 países a comienzos de los años ochenta.

### 1988-1995: Etapa de Shadoe Stevens
En 1988 Kasem abandonó el programa por diferencias contractuales con ABC/Watermark. El 6 de agosto de ese año se emitió el último programa presentado por Kasem en el cual no se hizo referencia alguna a la partida de su presentador. Fue reemplazado por Shadoe Stevens a partir del 7 de agosto contando en ese momento con 1.014 emisoras.
Kasem se unió a la cadena Westwood One para lanzar el programa rival Casey's Top 40 cuya primera emisión fue el 21 de enero de 1989. Muchos de los seguidores del AT40 original deseaban escuchar el nuevo programa, lo cual motivó que muchas de las emisoras afiliadas al American Top 40 cancelaran su afiliación para pasarse al nuevo programa de Casey. Los productores del American Top 40 en consecuencia, empezaron a enriquecer el programa con pequeñas entrevistas y noticias del mundo musical con el fin de no perder audiencia. Casey's Top 40 usaba el listado de éxitos Radio/Pop de la revista Radio & Records que era el mismo usado por Rick Dees en su Weekly Top 40.
El 9 de julio de 1994 se canceló el American Top 40 para Estados Unidos y ABC adquirió los derechos del programa de Rick Dees. El programa quedó en manos de Radio Express que lo mantuvo en edición internacional hasta el 28 de enero de 1995.

### 1998-2003: Segunda etapa de Casey Kasem
American Top 40 volvió a estar al aire el 28 de marzo de 1998. Originalmente se pensó en un rebautizo del "Casey's Top 40" aprovechando que Casey Kasem había obtenido los derechos sobre el nombre del programa. Westwood One rechazó la idea y Kasem se llevó el programa con su nombre original a AMFM Radio syndication que posteriormente fue absorbida por Premiere Radio Networks.

### 2004-presente: Ryan Seacrest
El 10 de enero de 2004, Ryan Seacrest, reconocido como el anfitrión del programa de TV American Idol, reemplazó a Kasem en las labores de presentador. Aprovechando este cambio, se hizo una remodelación del programa incluyendo nuevas secciones como "AT40 Breakout" en donde se presenta una canción que se predice llegará a las listas en pocas semanas y tratando de utilizar un estilo menos formal incluyendo comentarios graciosos con risas de fondo. En la actualidad el programa llega a más de 400 emisoras a nivel mundial.

## Listados usados por American Top 40

### RevistaBillboard
Entre 1970 y el 23 de noviembre de 1991 se utilizó el listado de Billboard Hot 100. Este listado era el estándar de la industria musical cuando el programa comenzó, sin embargo a comienzos de los años ochenta algunas estaciones de música rock dejaron de emitir el programa al considerar que incluía demasiadas canciones que estaban fuera de su estilo. Esto se hacía cada vez más evidente al subdividirse los formatos llegando a presentarse dentro de un mismo listado canciones hard rock, Pop rock, heavy metal, dance, new wave, punk, pop, adulto contemporáneo y country.
A comienzos de los años noventa muchas canciones principalmente de los géneros rap y grunge aparecían en las listas impulsadas por ventas y no por rotación radial. Debido a que algunas eran muy largas y otras tenían letras controversiales, se hacían sonar parcialmente durante el programa. A causa de esto se empezó a usar el listado de Billboard Hot 100 Airplay que listaba canciones con alta rotación radial.
En enero de 1993 de nuevo se cambió el listado, ahora aprovechando el listado de Billboard llamado Top 40 Mainstream en el cual se reducía la cantidad de canciones de los géneros urban, dance y rap.

### RevistaRadio & Records
Con el renacimiento del programa en 1998 se empezó a utilizar el listado de éxitos contemporáneos/pop de la revista Radio and Records que ya se usaba en Casey's Top 40. El 21 de octubre del 2000 por primera vez en su historia comenzó a utilizar un listado no publicado, probablemente una variación del listado Éxitos contemporaneos/pop de Mediabase, sin embargo el 11 de agosto de 2001 volvió a las listas de Radio & Records.

## Programas asociados

### AT20 y AT10
Desde principios de la década del '90, Casey Kasem también ha estado presentando otros dos programas de conteo de éxitos. En 1992 comenzó con el Casey's Countdown originalmente de 25 canciones, que en 1994 quedó en 20. Con el renacimiento del American Top 40 este conteo se rebautizó como American Top 20. En marzo de 2004, se redujo nuevamente a diez canciones quedando como American Top 10.
Otro programa más orientado a estaciones de radio Hot Adult Contemporary debutó en noviembre de 1994 bajo el nombre de Casey's Hot 20. Actualmente se llama American Top 20.

## Censura y letras ofensivas
La política original de Casey Kasem y Watermark en la creación de American Top 40 era la de hacer sonar las cuarenta canciones más populares en los Estados Unidos y nunca censurar o prohibir ninguna. Sin embargo cuando existía la posibilidad de que una canción pudiera ser considerada ofensiva, Watermark enviaba comunicados a las estaciones radiales indicando este hecho e incluso sugiriendo alternativas para dejar la canción fuera del programa. Algunas que recibieron este tratamiento fueron por ejemplo "Kodachrome" de Paul Simon, "Roxanne" de The Police, "Ain't Love A Bitch" de Rod Stewart, "Paradise by the Dashboard Light" de Meatloaf y la canción número 1 de Chuck Berry "My Ding-a-Ling" (lo cual obligó a algunas estaciones a transmitir el programa sin hacer sonar la canción número 1).
Otro ejemplo ocurrió en 1978 cuando la canción de Billy Joel llamada "Only the Good Die Young" entró a las listas. La canción sugería la historia de un chico que trata de convencer a una joven católica para tener sexo prematrimonial, así que se advirtió a las emisoras afiliadas en áreas de alta concentración católica que el programa venía con un corte hecho para poder substituirla por otra canción. Muchos de esos memorandos de advertencia se pueden encontrar en el libro de Pete Battistini llamado American Top 40 with Casey Kasem (The 1970s).
Al menos en una ocasión Casey Kasem se rehusó a anunciar el nombre de una canción. Sucedió cuando la canción "I Want Your Sex" de George Michael llegó a las listas en el verano de 1987, llegándola a anunciar en ciertas ocasiones como "I want your love" o "la canción de George Michael".

## Canciones notables en el American Top 40
- La primera canción que sonó en el American Top 40 en 1970 fue "The End of Our Road" de Marvin Gaye.
- El primer número 1 del American Top 40 fue "Mama Told Me Not to Come" de Three Dog Night.
- El primer top ten incluía canciones de Elvis Presley ("The Wonder of You") y The Beatles ("The Long and Winding Road").
- La banda Quiet Riot consiguió el top 1 con la canción "Cum on feel the noize" y se considera una de las primeras bandas de rock en alcanzar este puesto
- Rick Dees tuvo un número 1 llamado "Disco Duck" en 1976 mucho tiempo antes de lanzar un conteo rival llamado Rick Dees Weekly Top 40.
- Cuando Shadoe Stevens reemplazó a Casey Kasem en 1988, la canción número 1 era "Roll With It" de Steve Winwood.
- En noviembre de 1991 American Top 40 pasó de usar los listados de Billboard Hot 100 a los de Billboard Hot 100 Airplay teniendo como número 1 la canción "When a Man Loves a Woman" de Michael Bolton.
- El último número 1 en enero de 1995 antes de la pausa de 3 años fue "On Bended Knee" de Boyz II Men.
- Cuando el American Top 40 volvió en 1998, la canción número 1 era "My Heart Will Go On" de Celine Dion.
- El número 1 en el último programa de Casey Kasem en enero de 2004 fue "Hey Ya" de Outkast.